# Mackan Edlund
Mats Mackan Roger Edlund, född 8 april 1975 i Stockholm, är en svensk programledare i TV och radio. Han utgör ena halvan av programledarduon Erik och Mackan.

## Biografi
Edlund växte upp i Malmslätt i Linköpings kommun, men bor numera (2025) i Vendelsö i Haninge kommun.
I humor-programmet Deluxe i Sveriges Radio P3 gjorde han rollgestaltningar som Björne, Vanheden, kocken Jörgen Karmapolis, Dr Helsefyrn, Östgöten med flera. 
Under epitetet Erik och Mackan har Edlund har ofta arbetat tillsammans med sin vän Erik Ekstrand som han lärde känna under sin tid som student vid Högskolan i Skövde. Tillsammans har de gjort bland annat TV-programmen Nemas problemas, 99 saker man måste göra innan man dör, Erik & Mackan – Hela och rena, Erik & Mackan – Snygga & Smärta, Guldfeber och Gumball 3000 med Erik & Mackan. På radiokanalen Bandit Rock 106-3 sände de Sovmorgon med Erik & Mackan.
I januari 2018 startade Edlund tillsammans med Peder Karlsson podcasten "Storfräsarpodden".

### Privatliv
År 2011 gifte sig Edlund med Erika Falk, som vid giftermålet valde att ta hans efternamn. 2025 ansökte paret om skilsmässa.

## TV-program
- Fredag hela veckan (2007)
- Erik & Mackan - Hela och rena (2008)
- Erik & Mackan - Snygga och smärta (2008)
- Herre på täppan (2009)
- Hål i väggen (2009)
- Guldfeber (2010)
- Gumball 3000 med Erik & Mackan (2010)
- 99 saker man måste göra innan man dör (2011)
- Gumball 3000 med Erik & Mackan (2011)
- 99 nya saker med Erik & Mackan (2011)
- Erik och Mackan - Knäcker den manliga koden (2012)
- Världens största konspirationer med Erik och Mackan (2013)
- Nemas problemas (2015)
- Erik och Mackan gör Kentucky (2015)
- Duellen SVT (2017 - 2018)
- Duellen TV3/Viaplay/Viafree (2021)
- Smartare än en femteklassare (2024)